# Tul8te
Tul8te (in arabo تووليت‎?, Twwlyt‎; ...) è un cantante egiziano.

## Biografia
Tul8te si è fatto conoscere con Layalina, tratto dal primo album in studio Tesh shabab (2024) e primo ingresso dell'artista nella top five della hit parade egiziana dell'International Federation of the Phonographic Industry.
Nel luglio successivo è stato messo in commercio il secondo disco, intitolato Kwktyl ghināʼī lil-fannān Twwlyt ḥṣryan lḥbāyb qalbī, che ha collocato cinque tracce nella top ten nazionale e due sul podio di quella mediorientale contemporaneamente. Inoltre, Mātyjy aʻdy ʻlyky ha spodestato la sua stessa Ḥabībī līh, segnando la sua seconda numero uno in patria. Ḥabībī līh, tuttavia, è ritornata al vertice per cinque settimane consecutive. Tul8te si è guadagnato sei candidature alla gala musicale araba istituita da Billboard; alla cerimonia, si è portato a casa il suo primo riconoscimento. È stato poi impegnato con una tournée mondiale, conclusasi nell'aprile 2025.

## Discografia

### Album in studio
- 2024 – Tesh shabab
- 2024 – Kwktyl ghināʼī lil-fannān Twwlyt ḥṣryan lḥbāyb qalbī
- 2025 – Narein

### Album dal vivo
- 2024 – Kwktyl ghināʼī: Nuskhah lāyif

### EP
- 2023 – Maghool

### Singoli
- 2022 – Mwdyl al-sunnah
- 2022 – ʻNyā btlmʻ
- 2022 – Muḥyī al-Dīn Muṣaddaq
- 2022 – Duktūr nafsānī
- 2025 – Qism alshkāwy